# Acetes serrulatus
Acetes serrulatus is een tienpotigensoort uit de familie van de Sergestidae. De wetenschappelijke naam van de soort is voor het eerst geldig gepubliceerd in 1859 door Krøyer.